# Campionati del mondo di corsa campestre 2024
Il XLV Campionato mondiale di corsa campestre si svolge nel 2024. Si tratta della più importante manifestazione mondiale di corsa campestre nel 2024 per la categoria Senior e under 20.
Originariamente World Athletics aveva stabilito che la competizione avrebbe dovuto svolgersi il 10 febbraio 2024 a Medolino e a Pola, nella penisola dell'Istria, in Croazia, ma il 23 settembre 2023 la decisione è stata revocata, dato che secondo l'organismo di governo mondiale dell'atletica i preparativi delle località croate non erano sufficientemente avanzati per consentire il regolare svolgimento della manifestazione.
Il 27 settembre 2023 Sebastian Coe ha dichiarato che i campionati si sarebbero svolti il 30 marzo 2024 a Belgrado, in Serbia.

## Medagliati
| Specialità                | Oro | Prestazione | Argento | Prestazione | Bronzo | Prestazione |
| Individuale               |     |             |         |             |        |             |
| Gara maschile (10 km)     |     |             |         |             |        |             |
| Gara femminile (10 km)    |     |             |         |             |        |             |
| Gara maschile U20 (8 km)  |     |             |         |             |        |             |
| Gara femminile U20 (6 km) |     |             |         |             |        |             |
| Staffetta                 |     |             |         |             |        |             |
| Staffetta mista (8 km)    |     |             |         |             |        |             |
| Gara maschile (10 km)     |     |             |         |             |        |             |
| Gara femminile (10 km)    |     |             |         |             |        |             |
| Gara maschile U20 (8 km)  |     |             |         |             |        |             |
| Gara femminile U20 (6 km) |     |             |         |             |        |             |

## Risultati

### Uomini

#### Individuale (uomini seniores)
| Pos.    | Atleta                | Nazione | Tempo (m's") |
| ------- | --------------------- | ------- | ------------ |
| Oro     | Jacob Kiplimo         | Uganda  | 28'09"       |
| Argento | Berihu Aregawi        | Etiopia | 28'12"       |
| Bronzo  | Benson Kiplangat      | Kenya   | 28'14"       |
| 4       | Nicholas Kipkorir     | Kenya   | 28'16"       |
| 5       | Samwel Masai          | Kenya   | 28'18"       |
| 6       | Joshua Cheptegei      | Uganda  | 28'24"       |
| 7       | Sabastian Kimaru Sawe | Kenya   | 28'31"       |
| 8       | Gideon Rono           | Kenya   | 28'31"       |
| 9       | Thierry Ndikumwenayo  | Spagna  | 28'36"       |
| 10      | Dan Kibet             | Uganda  | 28'45"       |
| 11      | Boki Diriba           | Etiopia | 28'38"       |
| 12      | Tadese Worku          | Etiopia | 28'50"       |
| 13      | Hosea Kiplangat       | Uganda  | 28'50"       |
| 14      | Martin Kiprotich      | Uganda  | 28'56"       |
| 15      | Abderezak Suleman     | Eritrea | 29'01"       |

#### Squadre (uomini seniores)
| Benson Kiplangat      | 3   |
| Nicholas Kipkorir     | 4   |
| Samwel Masai          | 5   |
| Sabastian Kimaru Sawe | 7   |
| Gideon Rono           | (8) |
| Ishmael Kipkurui      | (-) |

| Jacob Kiplimo    | 1    |
| Joshua Cheptegei | 6    |
| Dan Kibet        | 11   |
| Hosea Kiplangat  | 13   |
| Martin Kiprotich | (14) |
| Leonard Chemutai | (18) |

| Berihu Aregawi    | 2    |
| Boki Diriba       | 10   |
| Tadese Worku      | 12   |
| Chimdessa Debele  | 16   |
| Berehanu Tsegu    | (19) |
| Getachew Masresha | (26) |

#### Individuale (uomini under 20)
| Pos.    | Atleta            | Nazione | Tempo (m's") |
| ------- | ----------------- | ------- | ------------ |
| Oro     | Samuel Kibathi    | Kenya   | 22'40"       |
| Argento | Mezgebu Sime      | Etiopia | 22'41""      |
| Bronzo  | Matthew Kipruto   | Kenya   | 22'46"       |
| 4       | Yismaw Dillu      | Etiopia | 22'48"       |
| 5       | Charles Rotich    | Kenya   | 22'51"       |
| 6       | Sewmehon Anteneh  | Etiopia | 22'52"       |
| 7       | Sewmehon Anteneh  | Etiopia | 22'52"       |
| 8       | Jenberu Sisay     | Etiopia | 23'00"       |
| 9       | Shadrack Kipkemei | Kenya   | 23'02"       |
| 10      | Abdisa Fayisa     | Etiopia | 23'16"       |
| 11      | Simba Cherop      | Uganda  | 23'23"       |
| 12      | Dolphine Chelimo  | Uganda  | 23'25"       |
| 13      | Abel Bekele       | Etiopia | 23'33"       |
| 14      | Sailas Rotich     | Uganda  | 23'36"       |
| 15      | Hosea Chemutai    | Uganda  | 23'47"       |

#### Squadre (uomini under 20)
| Samuel Kibathi    | 1   |
| Matthew Kipruto   | 3   |
| Johana Erot       | 5   |
| Charles Rotich    | 6   |
| Shadrack Kipkemei | (9) |

| Mezgebu Sime     | 2    |
| Yismaw Dillu     | 4    |
| Sewmehon Anteneh | 7    |
| Jenberu Sisay    | 8    |
| Abdisa Fayisa    | (10) |
| Abel Bekele      | (13) |

| Simba Cherop     | 11   |
| Dolphine Chelimo | 12   |
| Sailas Rotich    | 14   |
| Hosea Chemutai   | 15   |
| Titus Musau      | (18) |

### Donne

#### Individuale (donne seniores)
| Pos.    | Atleta                    | Nazione     | Tempo (m's") |
| ------- | ------------------------- | ----------- | ------------ |
| Oro     | Beatrice Chebet           | Kenya       | 31'05"       |
| Argento | Lilian Rengeruk           | Kenya       | 31'08"       |
| Bronzo  | Margaret Kipkemboi        | Kenya       | 31'09"       |
| 4       | Emmaculate Achol          | Kenya       | 31'24"       |
| 5       | Agnes Jebet Ngetich       | Kenya       | 31'27"       |
| 6       | Sarah Chelangat           | Uganda      | 32'00"       |
| 7       | Daisy Jepkemei            | Kazakistan  | 32'04"       |
| 8       | Bertukan Welde            | Etiopia     | 32'14"       |
| 9       | Loice Chekwemoi           | Uganda      | 32'24"       |
| 10      | Mebrat Gidey              | Etiopia     | 32'27"       |
| 11      | Tadelech Bekele           | Etiopia     | 32'29"       |
| 12      | Sisay Gola                | Etiopia     | 32'30"       |
| 13      | Rachel Chebet             | Uganda      | 32'45"       |
| 14      | Karoline Bjerkeli Grøvdal | Norvegia    | 32'49"       |
| 15      | Weini Kelati              | Stati Uniti | 32'53"       |

#### Squadre (donne seniores)
| Beatrice Chebet     | 1    |
| Lilian Rengeruk     | 2    |
| Margaret Kipkemboi  | 3    |
| Emmaculate Achol    | 4    |
| Agnes Jebet Ngetich | (5)  |
| Cintia Chepngeno    | (17) |

| Bertukan Welde      | 8    |
| Mebrat Gidey        | 10   |
| Tadelech Bekele     | 11   |
| Sisay Gola          | 12   |
| Girmawit Gebrzihair | (21) |
| Bekelech Teku       | (25) |

| Sarah Chelangat  | 6    |
| Loice Chekwemoi  | 9    |
| Rachel Chebet    | 13   |
| Annet Chelangat  | 16   |
| Joy Cheptoyek    | (18) |
| Belinda Chemutai | (19) |

#### Individuale (donne under 20)
| Pos.    | Atleta           | Nazione     | Tempo (m's") |
| ------- | ---------------- | ----------- | ------------ |
| Oro     | Marta Alemayo    | Etiopia     | 19'28"       |
| Argento | Asayech Ayichew  | Etiopia     | 19'32"       |
| Bronzo  | Robe Dida        | Etiopia     | 19'38"       |
| 4       | Sheila Jebet     | Kenya       | 19'45"       |
| 5       | Diana Cherotich  | Kenya       | 19'47"       |
| 6       | Yenawa Nbret     | Etiopia     | 19'50"       |
| 7       | Deborah Chemutai | Kenya       | 19'51"       |
| 8       | Lemlem Nibret    | Kenya       | 20'01"       |
| 9       | Shito Gumi       | Etiopia     | 20'02"       |
| 10      | Nowel Cheruto    | Uganda      | 20'04"       |
| 11      | Charity Cherop   | Uganda      | 20'23"       |
| 12      | Mercy Chepkemoi  | Kenya       | 20'43"       |
| 13      | Keziah Chebet    | Uganda      | 20'47"       |
| 14      | Vicky Chekwemboi | Uganda      | 20'49"       |
| 15      | Ellie Shea       | Stati Uniti | 20'50"       |

#### Squadre (donne under 20)
| Marta Alemayo   | 1   |
| Asayech Ayichew | 2   |
| Robe Dida       | 3   |
| Yenawa Nbret    | 6   |
| Lemlem Nibret   | (8) |
| Shito Gumi      | (9) |

| Sheila Jebet     | 4  |
| Diana Cherotich  | 5  |
| Deborah Chemutai | 7  |
| Mercy Chepkemoi  | 12 |

| Nowel Cheruto    | 10   |
| Charity Cherop   | 11   |
| Keziah Chebet    | 13   |
| Vicky Chekwemboi | 14   |
| Isella Chebet    | (27) |

### Staffetta mista
| Pos.    | Nazione     | Atleti/e                                                                            | Tempo (m's") |
| ------- | ----------- | ----------------------------------------------------------------------------------- | ------------ |
| Oro     | Kenya       | Reynold Cheruiyot, Virginia Nyambura, Kyumbe Munguti, Purity Chepkirui              | 22'15"       |
| Argento | Etiopia     | Taresa Tolosa, Dahbi Dube, Adehena Kasaye, Birri Abera                              | 22'43"       |
| Bronzo  | Regno Unito | Thomas Keen, Alexandra Millard, Adam Fogg, Bethan Morley                            | 23'00"       |
| 4       | Marocco     | Hafid Rizqy, Rahma Tahiri, Hicham Akankam, Kaoutar Farkoussi                        | 23'08"       |
| 5       | Uganda      | Hosea Kiprop, Linda Chebet, Sam Kiprotich, Knight Aciru                             | 23'10"       |
| 6       | Francia     | Nicolas-Marie Daru, Charlotte Mouchet, Romain Mornet, Flavie Renouard               | 23'17"       |
| 7       | Giappone    | Yutaro Niinae, Nozomi Tanaka, Naoki Takada, Yuya Sawada                             | 23'18"       |
| 8       | Stati Uniti | Kasey Knevelbaard, Ella Donaghu, Johnathan Reniewicki, Katie Izzo                   | 23'21"       |
| 9       | Sudafrica   | Christopher Swart, Danielle Verster, Boikanyo Motlhamme, Simonay Weitsz             | 23'37"       |
| 10      | Serbia      | Elzan Bibic, Milica Tomasevic, Nikola Raicevic, Teodora Simovic                     | 24'31"       |
| 11      | Messico     | César Daniel Gomez Ponce, Margarita Hernandez Flores, Emmanuel Reyes, Miranda Duran | 25'06"       |
| 12      | Kazakistan  | Maxim Frolovsyi, Tatyana Neroznak, Vadim Levchenkov, Akbayan Nurmamet               | 25'31"       |
| 13      | Figi        | Evueli Toia, Adi Fulori Masau, Vishant Reddy, Adi Ama Masau                         | 28'51"       |